# حديقة كهوف تشرني ماريبل العامة
حديقة كهوف تشرني ماريبل العامة (بالإنجليزية: Cherney Maribel Caves County Park)‏؛ هي مجموعة من الكهوف التي تقع في مقاطعة مانيتووك في الولايات المتحدة. وهي إحدى الحدائق العامة في ولاية ويسكونسن.

## السياحة
تعد «حديقة كهوف تشرني ماريبل العامة» إحدى مواقع الجذب السياحي في مقاطعة مانيتووك في ولاية ويسكونسن الأمريكية.